# 陸中中野駅
陸中中野駅（りくちゅうなかのえき）は、岩手県九戸郡洋野町大字中野にある、東日本旅客鉄道（JR東日本）八戸線の駅である。

## 歴史
- 1930年（昭和5年）3月27日：鉄道省の駅として開業[2][3]。
- 1962年（昭和37年）10月1日：貨物の取り扱いを廃止[3]。
- 1965年（昭和40年）4月1日：業務委託化。
- 1983年（昭和58年）3月10日：荷物の扱いを廃止[4]。駅員無配置駅となる[5]。
- 1987年（昭和62年）4月1日：国鉄分割民営化により、JR東日本の駅となる[2][3]。
- 2011年（平成23年）3月11日：東北地方太平洋沖地震とこれにより発生した大津波（東日本大震災）により全線で不通。
- 2012年（平成24年）3月17日：八戸線全線復旧に伴い営業再開。
- 2019年（令和元年）10月13日：令和元年東日本台風（台風19号）の影響により、当駅構内の盛土が流出する被害を受ける[6]。
- 2022年（令和4年）4月1日：久慈駅長廃止に伴い、八戸駅長管理下となる。
- 2024年（令和6年）10月1日：えきねっとQチケのサービスを開始[1][7]。

## 駅構造
単式ホーム1面1線を有する地上駅である。八戸駅管理の無人駅である。なお、2022年（令和4年）4月1日までは久慈駅長管理下の無人駅であった。

## 駅周辺
- 岩手県道139号陸中中野停車場線
- 中野海岸

## 隣の駅
東日本旅客鉄道（JR東日本）
■八戸線
有家駅 - 陸中中野駅 - 侍浜駅